# Gurania
Gurania es un género con 112 especies de plantas con flores perteneciente a la familia Cucurbitaceae. 

## Especies seleccionadas
| - Gurania acuminata Cogn. - Gurania andreana Cogn. - Gurania angustiflora Cuatrec. - Gurania annulata Rusby - Gurania apodantha Standl. ex J.F.Macbr. - Gurania arabidae Cogn. |

## Sinonimia
- Dieudonnaea Cogn.
- Ranugia (Schltdl.) Post et Kuntze